# 다마지촌
다마지촌(玉路村)은 후쿠시마현 오누마군에 있던 촌이다. 현재의 아이즈미사토정의 동쪽, 아가강 좌안에 해당한다.

## 역사
- 1925년 6월 10일 - 히다마오카촌, 가와지촌이 합병해 성립하였다.
- 1954년 11월 1일 - 혼고정과 합병해, 새로운 혼고정이 성립하여, 동일 다마지촌이 폐지되었다.

## 참고문헌
- 角川日本地名大辞典 7 福島県